# أكسل بلومكفيست
أكسل بلومكفيست (بالسويدية: Axel Blomqvist)‏ هو متزلج سريع سويدي، ولد في 14 ديسمبر 1894 في ستوكهولم في السويد، وتوفي بنفس المكان في 11 ديسمبر 1965.

## وصلات خارجية
- أكسل بلومكفيست على موقع SpeedSkatingBase.eu (الإنجليزية)
- أكسل بلومكفيست على موقع SpeedSkatingNews.info (الإنجليزية)
- أكسل بلومكفيست على موقع SpeedSkatingStats.com (الإنجليزية)
- أكسل بلومكفيست على موقع اللجنة الأولمبية الدولية (الإنجليزية)
- أكسل بلومكفيست على موقع أوليمبيديا (الإنجليزية)
- أكسل بلومكفيست على موقع اللجنة الأولمبية السويدية (السويدية)